# 585 (číslo)
Pět set osmdesát pět je přirozené číslo. Následuje po čísle pět set osmdesát čtyři a předchází číslu pět set osmdesát šest. Římskými číslicemi se zapisuje DLXXXV a řeckými číslicemi φπε.

## Matematika
585 je:
- Deficientní číslo
- Složené číslo
- Nešťastné číslo

## Astronomie
- (585) Bilkis je planetka hlavního pásu, kterou objevil v roce 1906 August Kopff

## Roky
- 585
- 585 př. n. l.